# 余㵑
余㵑（1903年5月19日—1988年5月20日），字幼臣，後改幼塵，男，浙江紹興人，生於北京，中国微生物學家。中國第一位細菌學博士。

## 生平
1923年北京醫學專門學校畢業後，在北京協和醫學院任助教。
1927年，他被推薦到美國哈佛大學醫學院進修，成為細菌學家津澤的學生和助手。1929年，他獲哈佛大學衛生學(細菌學專業)博士學位，成為中國第一位細菌學博士。
1929年秋，離開美國，在英、法、德等國進行短期考察，參觀多所細菌學研究所，於1930年回到北平。回國後，擔任北京大學醫學院教授，兼任中央防疫處技正。1930年與李濤、湯飛凡合作翻譯的《秦氏細菌學》，是中國第一部細菌學譯著。1933年他的第一部專著《病原學》問世。同年應邀任上海雷斯德醫學研究院血清學部主任，主要研究當時嚴重危害人類的霍亂、傷寒、白喉等病原菌。
太平洋戰爭爆發，雷斯德醫學研究院關閉，他在上海開設醫學化驗所，只能為病人做些醫學檢驗。
1949年中華人民共和國成立，余㵑受聘於上海生物製品研究所。1952年，任上海第二醫學院微生物學教研室主任，後兼任基礎醫學部主任。1956年被定為一級教授。1954年受衛生部委託，主編了全國醫學微生物學教學大綱和教材。1960年與其他學者一起研製成功麻疹減毒活疫苗。
1971年起，致力於在中國發展免疫學。在他的倡導下，1979年建立上海市免疫學研究所並任所長，翌年該所成為世界衛生組織免疫遺傳學合作中心，他任主任。同年，被推舉為國際免疫藥理學會創始人之一。
1981年創辦上海《免疫學》雜誌。1978年獲全國科學大會先進工作者獎。歷任中國人民政治協商會議全國委員會第二、三、四、五屆委員，上海市第二、三、四、五屆人民代表，九三學社中央委員，衛生部醫學科學研究委員會、生物製品委員會和教材編審委員會委員，中國微生物學會理事長，中華醫學會微生物免疫學會副主任委員，上海市微生物學會理事長，上海市免疫學會理事長等職。
1988年5月20日，余㵑病逝於上海。
余㵑研究細菌學和免疫學60多年。30年代對上海霍亂弧菌進行過研究，用大量實驗數據駁斥外國家者關於上海是霍亂弧菌發源地的謬論。指出上海流行霍亂是由國外傳入的，建議嚴格海港檢疫工作。
1958年，上海第二醫學院附屬瑞金醫院在治療因緣膿桿菌感染的危急灼傷病人時，根據余㵑建議，找到並培養出該菌「噬菌體」，挽救了病人生命。

## 学术贡献
為防治兒童麻疹，余㵑領導上海第二醫學院微生物學教研室，與上海生物製品研究所合作，研製成麻疹減毒活疫苗，為麻疹患兒帶來了福音。在其倡導下，上海第二醫學院成立全國第一個免疫研究室，積極開展工作。研究中提出用「轉移因子」提高人體細胞免疫力，用中西藥物促進人體免疫力，消滅開始癌變的細胞。經臨床幾百例實驗，證明「轉移因子」確能增強病體細胞免疫力。
除發表論文外，還著有《病源學》、《醫學微生物學》等書，並把津澤《細菌學教科書》譯成中文。